# Västgärde station
Västgärde är en före detta trafikplats på Falun-Rättvik-Mora Järnväg. Västgärde station är belägen cirka 43 kilometer norr om centralstationen i Falun och hade signaturen Väe. Den hade stationshus och hade persontågsuppehåll fram till 1965 då all trafik lades ner. Spåren mellan Grycksbo och Rättvik revs upp 1966.
Från 1890 var stationen öppen för trafik mellan Falun C och Rättvik. Stationshuset byggdes cirka 1890 och utvidgades cirka 1914.

## Ritningar

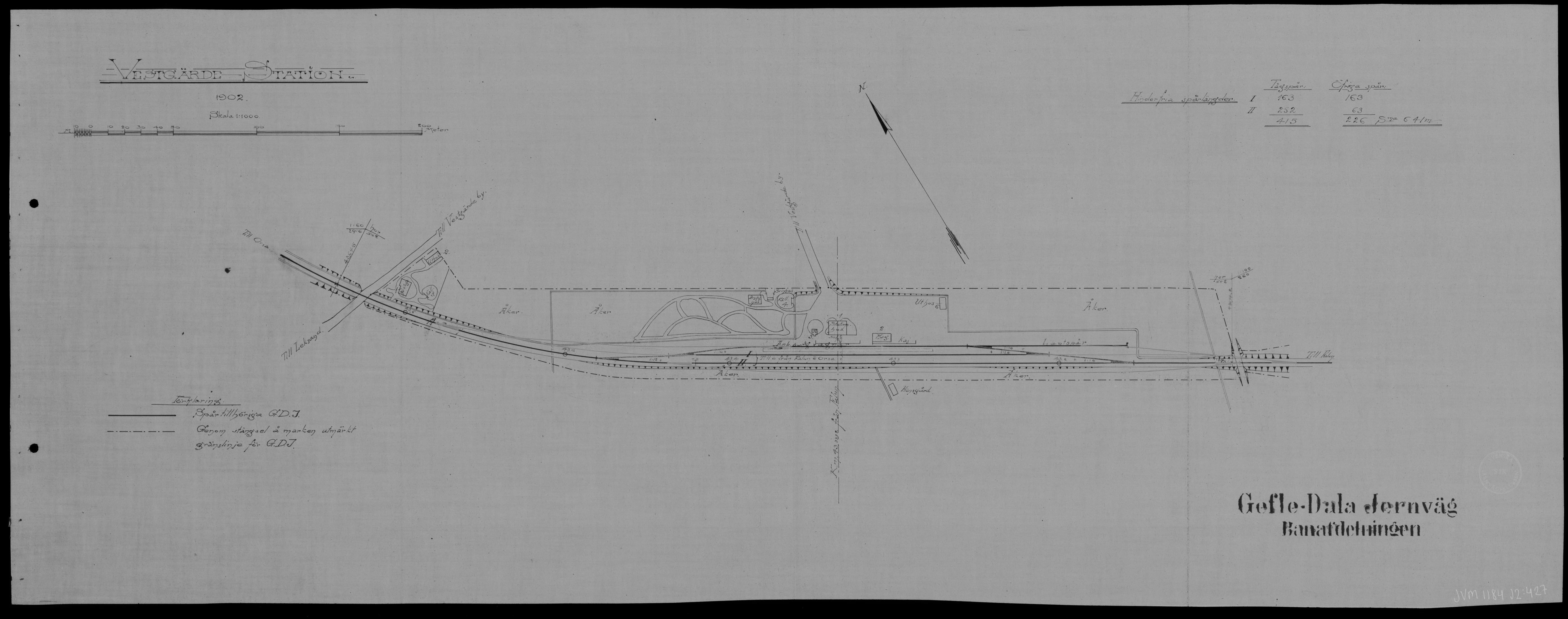
Västgärde bangårdsritning 1902

## Bilder

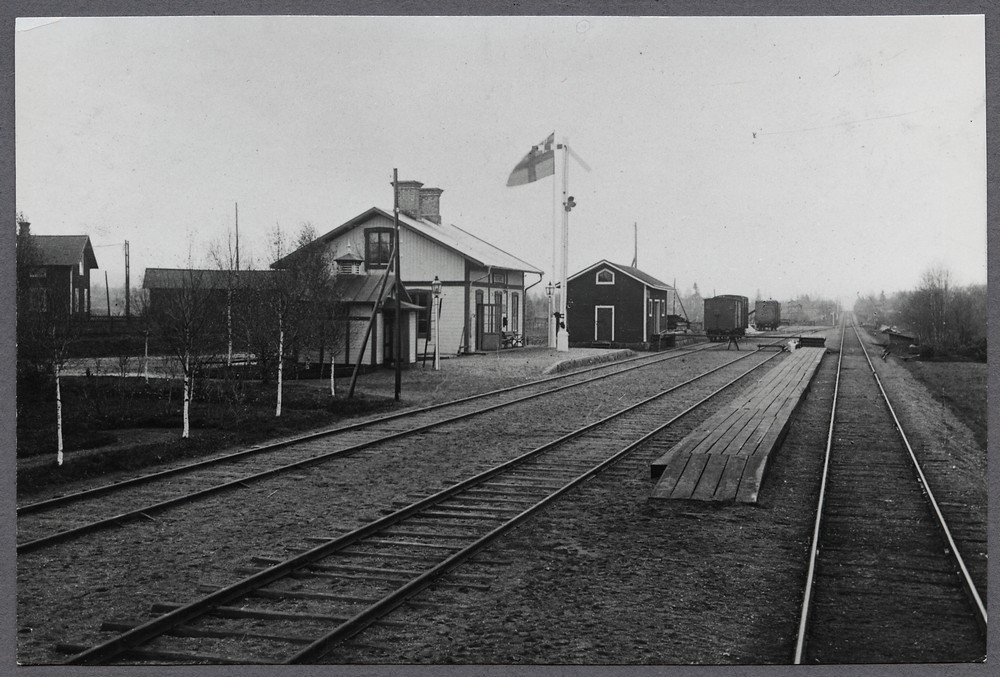
Västgärde station 1903
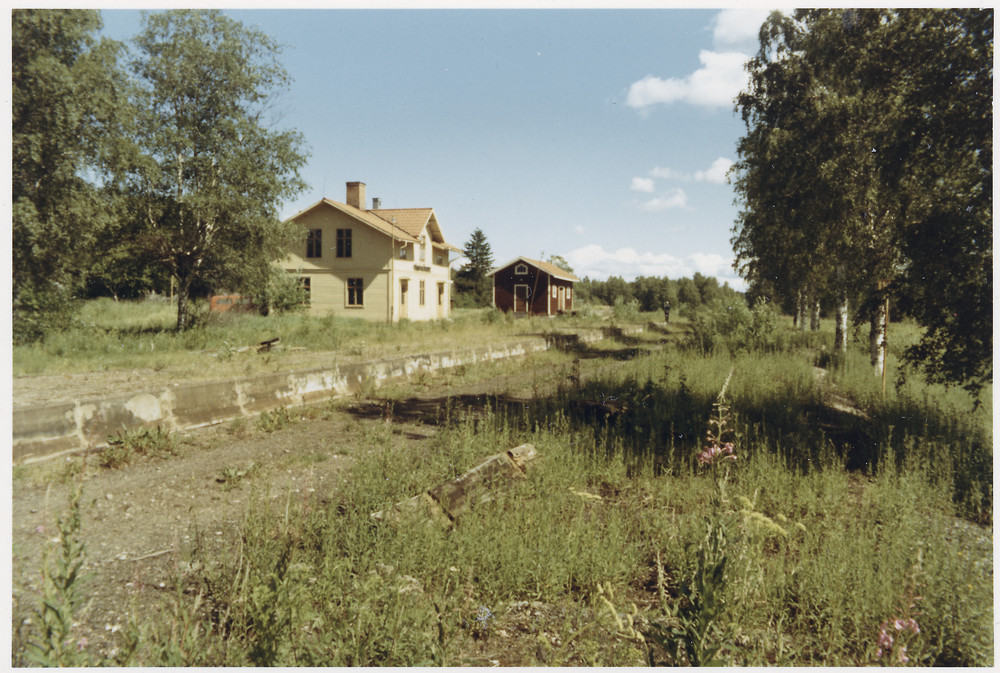
Västgärde station ca 1970 efter nedläggningen